# Montecristo (telenovela chilena)
Montecristo es una telenovela chilena, producida por Roos Film y emitida por Mega en 2006, es la primera telenovela nocturna emitida por la estación, siendo una versión chilena de la exitosa producción argentina del mismo nombre, emitida por la cadena argentina Telefe. Es protagonizada por Gonzalo Valenzuela, Aline Kuppenheim e Ingrid Isensee.
El guion original de Adriana Lorenzón y Marcelo Camaño, que está inspirado en la obra El conde de Montecristo de Alejandro Dumas, fue adaptado por Mateo Iribarren -quien también tiene un papel en la telenovela- y León Murillo. La dirección fue del argentino Víctor Stella y la producción ejecutiva corrió a cargo de J.J.Harting e Ignacio Eyzaguirre.
Se estrenó el 16 de octubre de 2006, con una audiencia de 19,7 puntos promedio, según TimeIbope.

## Argumento
Esta es la historia de Santiago Díaz (Gonzalo Valenzuela), un joven que aparentemente lo tiene todo, amor, futuro, familia, éxito. La vida le sonríe y le abre las puertas hacia un destino maravilloso cuando la traición de quienes lo rodean convierte de pronto todo eso en un total infierno. Hijo de un importante juez de la nación, Santiago acaba de ser nombrado secretario de un juzgado y planea casarse con Laura (Ingrid Isensee), la mujer de su vida.
Además de la pasión por el derecho, Santiago comparte con su gran amigo, Marcos Lombardo (Íñigo Urrutia), la adicción por la esgrima. Al comenzar la historia, se encuentran viajando juntos a jugar un torneo en Marruecos, África. Lo que Santiago no sospecha es que ese viaje, lejos de llevarlo al éxito, lo llevará directo a su desgracia, a través de una traición que no imagina se viene gestando a su alrededor.
Días antes de viajar, Santiago recibe una noticia trágica para él y para su amigo Marcos. Horacio Díaz Herrera (Bastián Bodenhöfer), padre de Santiago, acaba de descubrir que Alberto Lombardo (Tomás Vidiella), padre de Marcos, es el jefe de una organización que comete delitos gravísimos. Se dedican al tráfico de niños que venden en países del primer mundo, principalmente en Europa. Angustiado por el mal momento que su amigo está a punto de pasar, Santiago le oculta esta información sin sospechar que Luciano, el asistente de su padre y uno de los aspirantes al nombramiento que Santiago consiguió, está muerto de envidia y dispuesto a traicionar al juez a quien cree artífice del nombramiento de su hijo. Alberto Lombardo, entrenado para la maldad, le pide a su hijo Marcos que se deshaga de Santiago en Marruecos mientras él se encarga de deshacerse de Horacio en Ciudad de Santiago.
Es así como simultáneamente, el juez Díaz Herrera tiene un terrible accidente provocado por Lisandro (Mateo Iribarren), el tío de Laura y cómplice de Alberto en todas sus maldades. El juez muere y así, tendiéndole una trampa a Santiago, este es detenido, acusado de un crimen que no cometió. Marcos regresa solo y convence a Laura de que Santiago mató a una persona.
Desesperada, Laura quiere viajar a toda costa, pero Marcos le anuncia que unos delincuentes mataron a Santiago en la cárcel de Marruecos. Más desesperada todavía, Laura intenta un suicidio cuando descubre que espera un hijo de Santiago. Sola y sin saber muy bien que hacer, acepta la propuesta de casamiento de Marcos, enamorado secretamente de ella.
Abandonado a su suerte y encerrado en una de las peores cárceles del mundo, Santiago conoce a Ulises (Julio Jung), un veterano traficante de arte y prisionero desde hace muchos años, quien lo ayuda a recuperarse y a descubrir como fue que su amigo Marcos y los demás lo traicionaron. El odio se apodera de Santiago, quien no puede dejar de pensar en una sola cosa: vengarse de los que le arrebataron la felicidad y la vida. Mientras tanto y convencidos de que el problema está terminado, Alberto, Marcos, Luciano (Juan Pablo Bastidas) y Lisandro, los cuatro conspiradores contra Santiago y su padre, se dedican a hacer una vida normal sin sospechar que diez años después, Santiago volverá para vengarse de ellos uno por uno.
Con la ayuda de Ulises, Santiago haciéndose pasar por muerto es arrojado al mar y logra escapar de la cárcel y hacerse de una fortuna también heredada de su compañero de celda. Mientras planea el regreso a su país y su posterior venganza, va encontrando colaboradores dispuestos a servirle incondicionalmente pero que también tienen razones para volver y ejecutar sus propias venganzas personales. Entre ellos Victoria (Aline Kuppenheim), una cirujana chilena cuyo objetivo en la vida es encontrar a su hermano o hermana que sabe está vivo, pero de quién perdió la pista al ser víctima del tráfico de menores y terminar siendo criada en una familia en España.
A medida que Santiago va penetrando en el mundo de sus enemigos bajo la piel de Alejandro Dumas, su causa pasa de ser una venganza a transformarse en un acto de justicia cuando descubre que Laura, a quien él mismo juzga como la gran traidora por haberse casado con su mejor amigo y haber tenido un hijo con él (no sabe que el hijo de Laura también es suyo), es en realidad la gran víctima de la maldad de Alberto Lombardo.
Victoria, por su parte, se enamora de Santiago sin saber que su hermana a quién nunca más vio es ni más ni menos que Laura, la mujer a la que Santiago todavía ama con toda su alma. Santiago y Laura luego de sufrir durante diez años quizás logren ser felices finalmente.

## Elenco
- Gonzalo Valenzuela como Santiago Díaz-Herrera.[3]
- Ingrid Isensee como Laura Carreño Ledesma / Laura Sáenz.
- Aline Küppenheim como Victoria Sáenz.
- Íñigo Urrutia como Marco Lombardo.[4]
- Tomás Vidiella como Alberto Lombardo.[5]
- Bastián Bodenhöfer como Horacio Díaz-Herrera.
- Julio Jung como Ulises Farías.
- Coca Rudolphy como Leticia Echenique.
- Mónica Carrasco como Sara "Sarita" Donoso.
- Rodrigo Muñoz como León Rocamora.
- Claudia Pérez como Milena Salcedo.
- José Martínez como Ramón Ortega.
- Lorene Prieto como Dolores “Lola”.
- Mateo Iribarren como Lisandro Carreño.
- Josefina Velasco como Elena Ledesma.
- Juan Pablo Bastidas como Luciano Mazzello.
- Jaime Omeñaca como Padre Pedro Darrichón.
- María Paz Jorquiera como Erica Carreño.
- Tanja Zarhi como Valentina Lombardo.
- José Fernández como Matías Lombardo.

### Recurrentes e invitados especiales
- Gloria Laso como Mónica Elgueta, Madre de Victoria y Laura.
- Felipe Armas como Erick Ortega.
- Liliana García como Susana Díaz.
- Consuelo Holzapfel como María Solano, Madre de Federico Solano.
- Claudio Ravanal como Fiscal Patricio Tamargo.
- Felipe Ríos como Vitto Cosutti.
- Luis Wigdorsky Jr. como Federico Solano.
- Carolina Oliva como Úrsula.
- Francisca Opazo como Mariana.
- Alberto Zeiss como Iñaki.
- Cristián Gajardo como Camilo.
- Alberto Castillo como Sicólogo de Leticia.
- Emilio García como Abogado de Lombardo.
- Natalie Soublette como Mónica Elgueta, Madre de Victoria y Laura (joven).
- Carlos Díaz como Sr. Sáenz, Padre de Victoria y Laura (joven).
- Pedro Vicuña como Oróstegui.
- Tichi Lobos como Betty.
- Mireya Moreno como Enfermera Española.
- Néstor Corona como Sr. Donoso, padre de Sarita.
- Romeo Singer como Doctor español.
- Daniel Elosua como Cayetano.
- Marcela Arroyave como Lara.
- Jaime Azócar como Doctor Moretti.
- Agustín Moya como Juez Amenábar.
- Eliana Palermo como Mónica, viuda de Amenábar.
- Cristóbal Contreras como Capitán Tobal.
- Lorena Prada como Policía.
- Luis Wigdorsky (padre)

## Premios y nominaciones
| Año  | Premio         | Categoría              | Participante       | Resultado |
| ---- | -------------- | ---------------------- | ------------------ | --------- |
| 2007 | Premios Fotech | Mejor actor principal  | Gonzalo Valenzuela | Ganador   |
| 2007 | Premios Fotech | Mejor actriz principal | Aline Kuppenheim   | Ganadora  |
| 2007 | Premios Fotech | Mejor villano          | Íñigo Urrutia      | Ganador   |
| 2007 | Premios Fotech | Mejor guion            | Montecristo        | Ganador   |
| 2007 | Premios Fotech | Mejor fotografía       | Montecristo        | Ganador   |
| 2007 | Premios Fotech | Mejor tema central     | Montecristo        | Ganador   |

## Versiones
- Montecristo (2006), una producción de Telefe, fue protagonizada por Pablo Echarri y Paola Krum.
- Montecristo (2006), una producción de TV Azteca, fue protagonizada por Diego Olivera y Silvia Navarro.
- Vingança (2007), una producción de SIC, fue protagonizada por Diogo Morgado y Joana Santos.
- Montecristo (2007), una producción de Caracol Televisión, fue protagonizada por Juan Carlos Vargas y Paola Rey.
- Монтекри́сто (2008), una producción de Pervy Kanal.